# Idhult (naturreservat)
Idhult är ett naturreservat i Kinda kommun i Östergötlands län.
Området är naturskyddat sedan 1979 och är 76 hektar stort. Reservatet omfattar en höjdrygg där byn Idhult med odlingsmark är belägen. Reservatet består av betesmarker, branter och en liten sjö.